# Tytthocope neupokoevi
Tytthocope neupokoevi là một loài chân đều trong họ Munnopsidae. Loài này được Gurjanova miêu tả khoa học năm 1946.